# 博罗内杜
博罗内杜（義大利語：Boroneddu），是意大利奥里斯塔诺省的一个市镇。总面积4.65平方公里，人口174人，人口密度37.4人/平方公里（2009年）。ISTAT代码为095016。